# Pieter Willem Botha

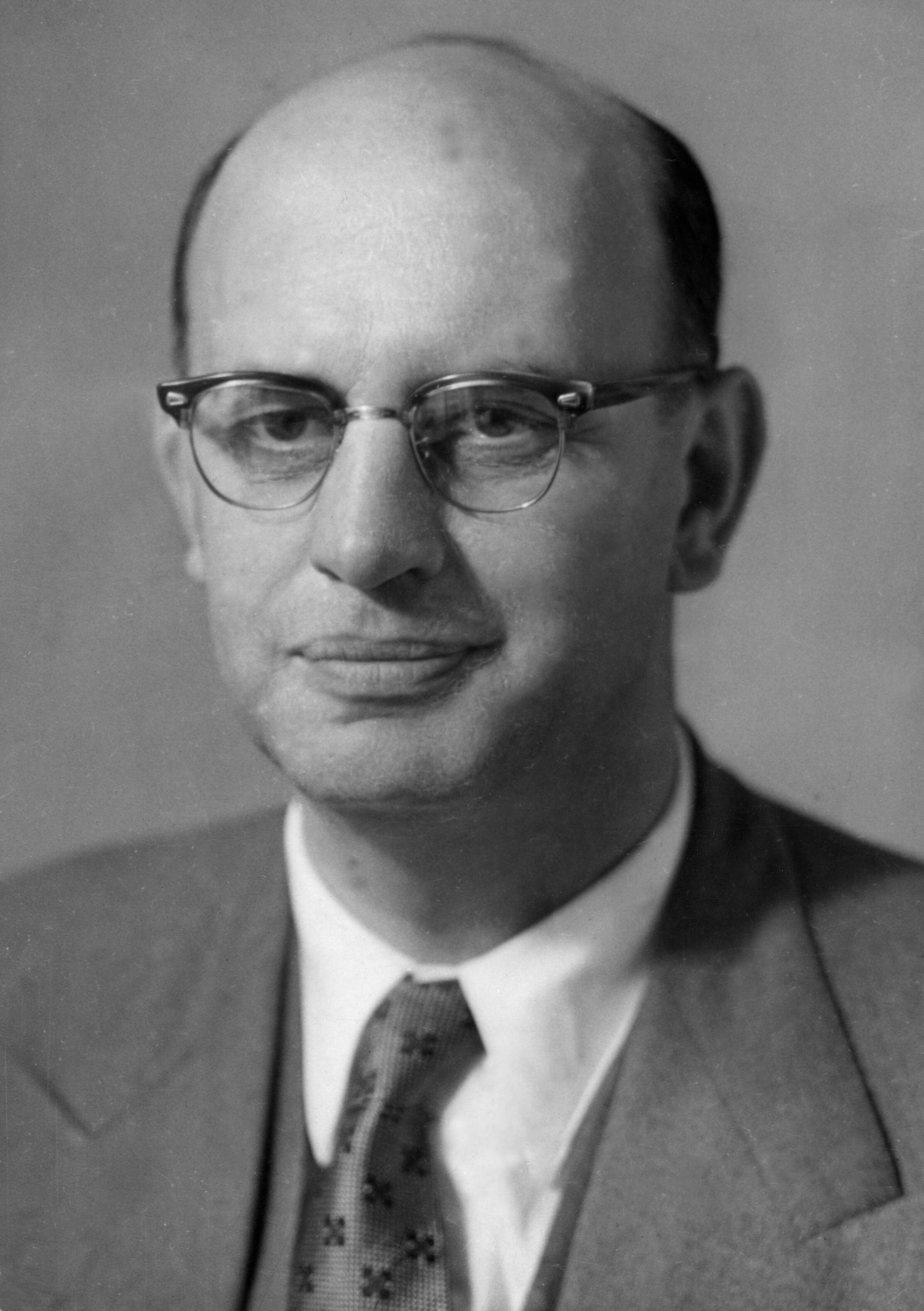
Pieter Willem Botha

Pieter Willem Botha (afrikaans: /ˈpitəɹ ˈvələm ˈbʊə̯tɑ/; * 12. Januar 1916 auf der Farm Telegraaf im Paul-Roux-Bezirk (Oranje-Freistaat); † 31. Oktober 2006 in Wilderness, Provinz Westkap), in Südafrika allgemein bekannt als PW oder – wegen seiner hartnäckigen Verfolgung politischer Gegner – als Die Groot Krokodil (/di xrʊə̯t krokəˈdəɫ/, das große Krokodil), war von 1978 bis 1984 Premierminister Südafrikas und Staatspräsident der Republik Südafrika von 1984 bis 1989.

## Leben

### Jugend und Ausbildung
Botha war der Sohn von Pieter Willem und Hendrina, geborene de Wet, seine Familie war burisch. Sein Vater kämpfte im Zweiten Burenkrieg gegen die Briten, seine Mutter wurde in einem Konzentrationslager interniert. Sie war die Enkeltochter eines früheren Parlamentsabgeordneten zur Zeit von Präsident Brand. Botha besuchte bis zur achten Jahrgangsstufe die Schule in Paul Roux und erlangte 1933 sein Matric an der Voortrekker Secondary School im südafrikanischen Bethlehem. Hier beteiligte er sich aktiv am Schulleben und war Vorsitzender des Debattierklubs. Die Familie lebte von den Erträgen ihrer Farm. Als Botha seinen Schulabschluss erlangte, befand sich das Land unter den verheerenden Einflüssen einer Dürre und der Weltwirtschaftskrise. Seine Eltern waren deshalb nicht in der Lage, ihm ein Studium zu finanzieren, konnten jedoch einen Kredit mit Hilfe von zwei Bürgen aufbringen. Beide Geber waren in führenden Positionen der Nasionale Party im Oranje-Freistaat. Bothas Vater stand auf der Seite der United Party, seine Mutter teilte dagegen die Positionen Malans von der Gesuiwerde Nasionale Party (GNP).
Im Jahre 1934 begann er ein Studium der Rechtswissenschaften am Grey University College in Bloemfontein, das er zugunsten einer politischen Karriere bereits 1936 unterbrach. In der Zeit vor dem Zweiten Weltkrieg sympathisierte Botha mit dem Nationalsozialismus und schloss sich der rechts-nationalen Organisation Ossewabrandwag an, die der Herenigde Nasionale Party von Daniel François Malan nahestand. Nach dem Ende der nationalsozialistischen Herrschaft distanzierte sich Botha von der Organisation und kritisierte ihren „nationalen Sozialismus“ im Gegensatz zum „christlichen Sozialismus“. 1943 heiratete er Anna Elizabeth Rossouw, genannt Elise, mit der er drei Töchter und zwei Söhne hatte.

### Politische Karriere
Die Unsicherheit der Zeit nach dem Weltkrieg führte dazu, dass die nun Nasionale Party (NP) genannte Abspaltung der United Party unter Malan Auftrieb bekam. Botha war durch die Ossewabrandwag seit 1936 ein Anhänger und Organisator der Partei und Befürworter der Rassentrennung sowie des Apartheidsystems. 1946 wurde Botha zum Sekretär der Jugendorganisation der NP gewählt, in den Wahlen 1948 wurde er Abgeordneter des Volksraads, des Unterhauses des südafrikanischen Parlaments, für George in der westlichen Kapregion. Er hatte den Sitz bis 1984 inne.
1958 ernannte Hendrik Frensch Verwoerd Botha zum stellvertretenden Innenminister, 1961 wurde er Minister für Community Development and Coloured Affairs (deutsch etwa: „Gemeinwesenentwicklung und Colouredfragen“). 1966 wurde er zum Vorsitzenden der NP in der Kapprovinz gewählt. Im gleichen Jahr wurde Verwoerd ermordet, sein Nachfolger Balthazar Johannes Vorster ernannte Botha zum Verteidigungsminister. Botha setzte auf Verteidigung zu Lasten von Diplomatie und Handel, der Verteidigungshaushalt stieg auf 20 % des nationalen Budgets, Südafrika beteiligte sich mit teilweise geheimen Operationen am Unabhängigkeitskrieg und dem nachfolgenden Bürgerkrieg in Angola.
Ihren vorläufigen Höhepunkt fand Bothas politische Karriere, als 1978 Vorster infolge der nach dem damaligen Informationsminister Connie Mulder benannten Muldergate-Affäre zurücktreten musste, woraufhin Botha Premierminister (Kabinett Botha I) wurde. Er blieb bis 1980 Verteidigungsminister, Magnus Malan folgte ihm in diesem Amt. Im selben Jahr wurde Botha außerdem zum Parteivorsitzenden gewählt, eine Funktion, die er bis 1989 innehatte.

#### Totale Strategie
Botha verschärfte die Apartheidsgesetze und ging auch militärisch gegen den African National Congress (ANC) vor. Diese Periode markiert die rapid anwachsende Militarisierung der südafrikanischen Apartheidsgesellschaft. Sein aus zwölf Punkten bestehendes Regierungsprogramm der wirtschaftlichen Liberalisierung und Reformierung der Arbeitsmärkte aus dem Jahr 1978 wurde unter den Begriffen „Reform apartheid“ oder Bothanomics bekannt. Mit diesen von ihm als alternativlos dargestellten Regierungszielen wollte er drei „unakzeptablen“ politischen Szenarien für Südafrika entgegentreten. Das waren:
1. ein „marxistischer“ Staat,
2. ein „Rassenstaat“ mit inneren Unruhen und außenpolitischer Isolation oder
3. eine „schwarze“ Diktatur.

Zur Erlangung der Ziele sollte eine Totale Strategie verwirklicht werden, die primär eine Befreiung der Ökonomie von den Einschränkungen der bisherigen Apartheid beinhaltete. Ein weiterer Punkt dieser Strategie sah eine Reform des Militärs und der Sicherheitsbehörden vor. Das Konzept der Totalen Strategie hatte zum Ziel, die „weiße“ Herrschaft in Südafrika nach innen und außen dauerhaft zu stabilisieren und das vorrangig mit militärischen und sicherheitsstrukturellen Mitteln. Innerhalb der legislativen Handlungsebene orientierte sich seine Tätigkeit als Verteidigungsminister und als Premierminister zur Umsetzung dieser Strategie an folgenden Maßnahmen:
- Notstandsregelungen zur Niederschlagung von Unruhen durch Einsatzbefugnisse der südafrikanischen Streitkräfte,
- Schaffung paramilitärischer Strukturen mit der Zivilbevölkerung,
- Stellung der Einrichtungen staatlicher Infrastruktur und der nichtmilitärischen Wirtschaft unter verteidigungspolitische Prämissen.

Erstmals wurde das Konzept der Totalen Strategie in Südafrika 1974 vom Verteidigungsminister Magnus Malan aufgegriffen und öffentlich propagiert. Er bezog sich dabei im Kern auf die militärtheoretischen Arbeiten des französischen Generals André Beaufre, die im Wesentlichen dessen Aufarbeitung verschiedener Dekolonisationskonflikte in Nordafrika, insbesondere des Algerienkriegs, waren.
Im Zuge der Schaffung neuer Notstandsregelungen und ihrer Ergänzungen, wie der Civil Defence Act, Act No. 67 / 1977 und der Internal Security Act, Act No. 74 / 1982, wurde die Aufgabentrennung zwischen Polizei und Armee aufgelöst. Die von Botha ausgebaute zentrale Machtstellung des State Security Council schwächte das Parlament und die Regierungsarbeit. Seine Politik bereitete auf ein Bürgerkriegs-Szenario vor, dessen Möglichkeit sich durch Anschläge des Umkhonto we Sizwe abzeichnete. Botha drängte durch diesen Kurs wichtige Instrumente der Demokratie wie die öffentliche Meinung, das Parlament, das Kabinett und die politischen Organisationen in eine Randsituation.
Zur Totalen Strategie gehörte auch der politische Einfluss auf die Medien. Pieter Willem Botha erklärte 1979 auf der Jahresversammlung der Nasionale Party: „Die Presse hat essentielle Bedeutung in der totalen Strategie. In einer Situation, in der Südafrika einem totalen Anschlag gegenübersteht, ist eine disziplinierte Presse notwendig“. Zur Erfüllung dieses Zieles erarbeitete die Steyn-Kommission Einschätzungen und Vorschläge, die ab 1982 eine Vielzahl gesetzlich definierter Einschränkungen in Form von Zensur und Selbstzensur nach sich zog. Dabei wurden besonders schwarze Journalisten bedroht und die Medien dieser Zielgruppe weitgehend ausgeschaltet. Die Einschränkungen wurden selbst in regierungsnahen Redaktionen mit Unmut begleitet. Zudem wurde die Okkupation des Nachbarstaates Namibia gefordert.

#### Bothanomics

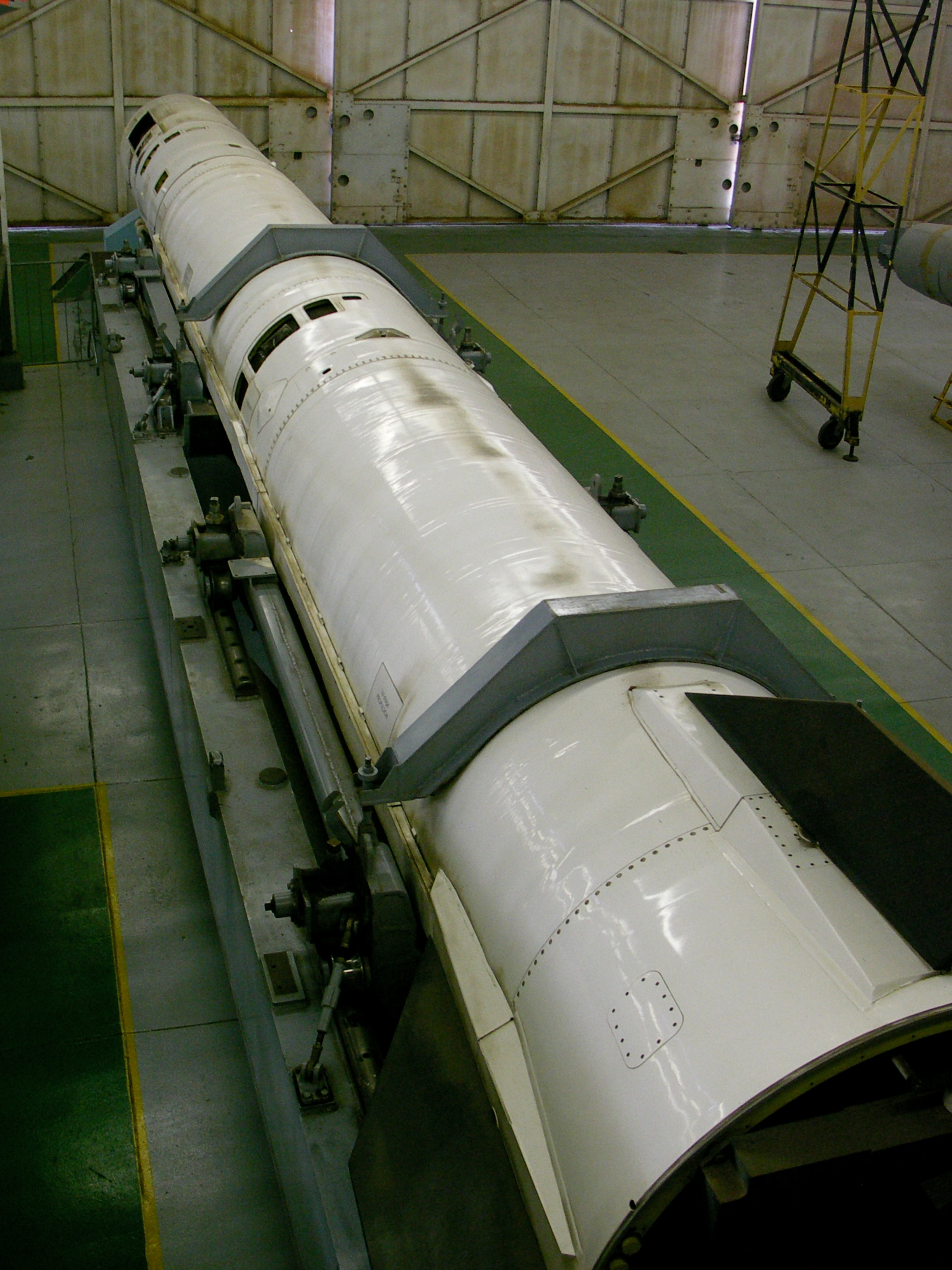
Die RSA-3, eine südafrikanische Träger- und Interkontinentalrakete, Entwicklungsbeginn in Bothas Amtszeit als Verteidigungsminister

Die Bothanomics waren ein repressives politisches Programm zur Industrieförderung auf der Basis von eingefrorenen Löhnen, Deregulierungen, unkontrollierten Löhnen in regionalen Arbeitsmärkten und rücksichtsloser Privatisierung.
Der nach Amtsantritt als Ministerpräsident formulierte Katalog seiner Regierungsarbeit umfasste zwölf grundlegende Punkte:
1. „Bei Südafrika handelt es sich um eine multinationale Gesellschaft. Es gibt Minderheiten.
2. Es gibt vertikale Unterschiede zwischen den Bevölkerungsgruppen.
3. Das Selbstbestimmungsrecht der unterschiedlichen Bevölkerungsgruppen sollte in so vielen Bereichen wie möglich gewährleistet werden.
4. Die größtmögliche Konsolidierung der Homelands ist Aufgabe der Regierung.
5. Im restlichen Südafrika soll es zu einer Teilung der Macht zwischen Weißen, Coloureds und Indern in den allgemeinen Angelegenheiten kommen.
6. Die Anerkennung des Prinzips von getrennten Einrichtungen und Schulen.
7. Die Abschaffung unnötiger Diskriminierung.
8. Eine Stärkung der Unabhängigkeit der Wirtschaft vom Staat.
9. Die Schaffung eines südlich-afrikanischen Staatenverbundes mit gegenseitiger Respektierung der Mitglieder.
10. Den Schutz Südafrikas vor internationalen Interventionen.
11. Effiziente Entscheidungsfindung auf Grundlage eines funktionierenden Militärs und einer ordentlichen Verwaltung.
12. Die Verwirklichung einer freien Marktwirtschaft als Aufgabe der Regierung.“[11]

#### Atomwaffenprogramm
Bereits als Verteidigungsminister unterstützte Botha ab 1968 das südafrikanische Nuklearwaffenprogramm mit seinem technologischen Schwerpunkt in Pelindaba sowie die Vorbereitungen des Militärs für einen Nukleartest. Im Jahr 1975 unterschrieben Schimon Peres und Botha den „Jericho-Vertrag“, ein geheimes Atomprogramm zwischen beiden Ländern. Von der westlichen Presse wurden Atomtests durch Südafrika mehrmals vermutet.
Im August 1977 meldete die Sowjetunion, Fotos von sowjetischen Aufklärungssatelliten zeigten Vorbereitungen für einen Atombombentest in der Kalahari.
Darüber berichtete die NZZ in ihrer Ausgabe vom 31. August 1977.
Ein weiteres Ereignis am 22. September 1979, aufgezeichnet durch einen US-Aufklärungssatelliten der Serie „Vela“, wurde als Vela-Zwischenfall bekannt.
Es wurde wegen des (angeblich) nicht festzustellenden radioaktiven Fallouts in der SZ am 11. März 1980 als ein möglicher Neutronenbombentest diskutiert. Eine Grundlage für diese Mutmaßungen in der Öffentlichkeit gaben Äußerungen der südafrikanischen Regierung, wonach „sie nur bereit wäre, dem nuklearen Club nicht beizutreten, wenn der Westen den Widerstand des Landes gegen expansionistische Ambitionen Rußlands unterstützt“. Nach einem Bericht im Africa Contemporary Record. annual survey and documents war dies die Antwort auf eine Aufforderung der US-Regierung an Pretoria, von seinen Absichten zur Herstellung nuklearer Waffen Abstand zu nehmen.

#### Verfassungsreform 1983/1984 und zweites Kabinett
Mit den in seiner Amtszeit als Ministerpräsident vorbereiteten und umfassenden Verfassungsänderungen war eine parlamentarische Vertretung der weißen, farbigen und indischstämmigen Bevölkerungsgruppen in einem Dreikammersystem vorgesehen, jedoch unter ungleichen Voraussetzungen. Für die schwarze Bevölkerung wurde keine parlamentarische Vertretung geplant. Diese erhielt die Möglichkeit, sich nach Auffassung der Regierung an den Wahlen in den Homelands zu beteiligen. Das war die Plattform zur Mitbestimmung, die ihnen das Apartheidkonzept innerhalb der Totalen Strategie zuwies.
Am 2. November 1983 führte die Regierung ein Referendum zur neuen Verfassung durch, bei dem nur weiße wahlberechtigte Bürger abstimmen durften. Sie stimmten bei 76 Prozent Beteiligung mit 65,95 Prozent für die neue Verfassung, die einen vollendeten Ausschluss aller Schwarzen von politischen Mitwirkungsrechten im „Kernland“ von Südafrika bedeutete. Seine Auffassung zur Ausgestaltung des neuen Wahlrechts brachte Ministerpräsident Botha 1984 anlässlich der Unruhen in südafrikanischen Townships so zum Ausdruck: “I'm giving you a final warning: one man, one vote in this country is out – that is never!” (Total Strategy). Dabei bezog er sich auf eine ältere Forderung (One man, one vote!) des ANC nach gleichem Wahlrecht, die auch von Nelson Mandela persönlich vertreten wurde.
Mit der noch unter seiner Federführung als Ministerpräsident erfolgten Überarbeitung und schließlich 1984 wirksam gewordenen südafrikanischen Verfassung entstand ein Präsidentenamt mit starken exekutiven Befugnissen, das Botha selbst einnahm. Nachdem er am 3. September 1984 als Ministerpräsident zurückgetreten war, erfolgte seine Wahl zum Staatspräsidenten am 5. September desselben Jahres in einem Wahlkollegium aus 88 Mitgliedern nach den Bestimmungen der einen Tag zuvor in Kraft getretenen Verfassung. Der verfassungsgebende Prozess, die Wahl des Staatspräsidenten und die nachfolgende Regierungsbildung waren von erheblichen Unruhen in den Townships des „Vaal-Dreiecks“ (Vaal Triangle) begleitet. Damit hatte man jedoch gerechnet und der Minister „für Recht und Ordnung“ Louis Le Grange zeigte sich angesichts dieser Ereignisse unbeeindruckt.

### Späte Regierungszeit und Rücktritt
Als Konsequenz auf Bothas Politik verschärften sich Unruhen und politischer Widerstand sowohl von den Apartheidgegnern als auch aus dem Kreise rechtsgerichteter Befürworter. Zunehmend mehr weiße Südafrikaner schlossen sich Anti-Apartheid-Demonstrationen an. 1985 wurde ein unbegrenzter Ausnahmezustand ausgerufen, 1986 forderte Desmond Tutu die Vereinten Nationen, die Südafrika 1974 von der Generalversammlung ausgeschlossen hatten, zu schärferen Sanktionen auf. Offiziell blieb Botha bei seiner harten Linie und sprach beim Parteitag 1986 davon, dass Südafrika keine Nation von „Waschlappen“ sei. Zur Eröffnung der Parlamentssitzung am 31. Januar 1986 erklärte Botha sein Interesse und seine Bereitschaft zu Verhandlungen mit Führern der afrikanischen Opposition, indem für diesen Zweck ein National council (NC; deutsch: „Nationalrat“) geschaffen und von ihm geleitet werden solle. Dieses Gremium sollte den Staatspräsidenten hinsichtlich der Berücksichtigung gemeinsamer Interessen aller Gruppen in Südafrika beraten. Mit diesem Konzept war auch beabsichtigt, Gesetzesvorhaben noch vor der Schaffung verfassungsimmanenter Strukturen für die afrikanische Bevölkerung zu erörtern, die dann zu gemeinsamen Vereinbarungen führen sollten.
Schließlich wurden im Geheimen Verhandlungen mit Nelson Mandela aufgenommen. Botha hoffte, mit dessen Freilassung die Krise zu entschärfen, ohne größere Zugeständnisse machen zu müssen oder Schwäche zu zeigen. Die scharfe Gegenreaktion auf seine Reformaktivitäten führte zur weiteren Stärkung ultrakonservativer Kräfte inner- und außerhalb des Parlaments sowie dem fortschreitenden Zerfall seiner Partei, was sich schließlich im Ergebnis der Parlamentswahlen 1987 manifestierte. Außenpolitisch war er um die Ausgestaltung der Beziehungen mit wichtigen strategischen Partnern bemüht. Im September 1988 besuchte Botha Mosambik, um mit dessen Regierung und Regierungsvertretern von Malawi zu beraten. Es war sein erster offizieller Staatsbesuch seit der Übernahme des Präsidentenamtes in einem afrikanischen Staat.
Am 18. Januar 1989 erlitt Botha einen Schlaganfall, weshalb er an Parlamentssitzungen nicht mehr teilnehmen konnte, und am 2. Februar trat er vom Parteivorsitz zurück, blieb jedoch im Amt des Staatspräsidenten. Im traditionellen Verständnis der Nasionale Party und nach dem ererbten Vorbild des britischen Regierungssystems waren der Parteivorsitz mit der obersten Regierungsfunktion stets verknüpft. Diese Situation war für seine Partei neu und erzeugte eine konkurrierende Bewerberlage. Als Nachfolger kandidierten vier Personen, von denen Pik Botha (Außenminister), Barend du Plessis (Finanzminister) und Chris Heunis (Minister für Verfassungsentwicklung und Planung) als reformorientiert galten sowie der als konservativ angesehene Frederik Willem de Klerk (Erziehungsminister). Botha unterstützte du Plessis, es gewann jedoch de Klerk mit nur acht Stimmen Vorsprung.
Zunächst ohne Kenntnis des Staatspräsidenten Botha fanden seit 1987 geheime Treffen des ANC mit überwiegend burischen Südafrikanern meist im Ausland statt, so bei Mells, in Dakar (Dakar-Konferenz), Lusaka und in Simbabwe. Aus den Gesprächsergebnissen entwickelte der ANC ein Strategiepapier für künftige Verhandlungen mit der Regierung, die Harare-Erklärung vom 21. August 1989. Botha traf sich im Juli 1989 mit Mandela, wonach der Aussöhnungsprozess nicht mehr zu stoppen war. Im August 1989 legten ihm de Klerk und ein Großteil des Kabinetts den Rücktritt nahe, in der Nacht zum 14. August 1989 kündigte Botha in einer aggressiven und langen Ansprache im Fernsehen seinen sofortigen Rücktritt an. Auch im Amte des Präsidenten folgte ihm de Klerk.
Botha bezeichnete die 1996 eingesetzte Wahrheits- und Versöhnungskommission als Hexenjagd. Er wurde schwerer Menschenrechtsverletzungen für schuldig befunden; insbesondere sei er als Vorsitzender des State Security Council für Morde, Folter, Entführungen, Brandstiftungen und Sabotage verantwortlich. 1997 wurde er zu zwölf Monaten Haft auf Bewährung verurteilt, da er die Aussage vor der Kommission verweigert hatte; das Urteil wurde in einem Berufungsverfahren aufgehoben. Botha betonte, es gebe nichts, wofür er sich entschuldigen müsse, und lehnte auch eine mögliche Amnestie ab. Er starb im Alter von 90 Jahren an den Folgen eines Herzinfarkts in seinem Haus. Das Angebot eines Staatsbegräbnisses lehnte die Familie Botha ab.

## Bewertung der Politik
Trotz der harten Linie war Bothas Innen- und Apartheidspolitik in vielen Dingen moderater als die seiner Vorgänger. Er legalisierte die Ehe zwischen Angehörigen verschiedener „Rassen“, die zuvor verboten war, und lockerte den Group Areas Act, der die „Nicht-Weißen“ vom Wohnen in bestimmten Gebieten fernhielt, und garantierte den Farbigen, unter anderen den zahlreichen Nachkommen der indischen Fremdarbeiter aus der Kolonialzeit, ein Minimum an politischen Rechten. Botha blockierte jedoch alle Pläne, den schwarzen Südafrikanern das volle politische Stimmrecht zu geben. So war er auch nur aus ökonomischen Gründen bereit, jene für ihn mehr unpolitischen Folgen der Apartheid als Kompromiss zu lockern – am zentralen Aspekt der Rassentrennung und der weißen Minderheitsregierung ließ er jedoch keinen Zweifel aufkommen. Es gilt als erwiesen, dass Botha in den 1980er-Jahren Bombenattentate auf die Hauptquartiere des Südafrikanischen Kirchenrates in Auftrag gegeben hat. Die Staatsführung vermutete dort ein geheimes Büro des ANC und des Gewerkschaftsdachverbandes.
Bothas im Ganzen kompromisslose Politik, die unter anderem auch in seiner Rubikon-Rede von 1985 zum Ausdruck kam, polarisierte seine eigene Partei, die daraufhin in verschiedene Flügel gespalten wurde. Innerhalb und außerhalb von Partei und Regierung war Botha umstritten. Nach seinem Tode wurden Reaktionen und Bewertungen dokumentiert. Thabo Mbeki, der während der Apartheid-Zeit einen Sohn, einen Bruder und einen Cousin verloren hatte, würdigte Botha nach dessen Tod im Oktober 2006 dafür, dass unter ihm erste Kontakte zwischen der Apartheid-Regierung und dem ANC stattfanden. Nelson Mandela stellte Bothas Schritte in Richtung friedlichen Zusammenlebens heraus, trotz seiner symbolhaften Rolle während der Apartheid. Helen Suzman nannte Botha „ihre schwarze Bestie“, betonte zugleich aber die Prozesse, die durch ihn angestoßen wurden. Denis Goldberg, der 1963 zu lebenslanger Haft verurteilt worden war, attestierte Botha Skrupellosigkeit und Brutalität. Pik Botha charakterisierte ihn als einen humorvollen Menschen und effektiven Organisator mit einem Hang zum autoritären Handeln. Der Guardian nannte Botha einen Staatsterroristen und Mörder.

## Zitate
“I’m giving you a final warning: one man, one vote in this country is out – that is never! (Total Strategy)”

„Ich gebe Dir eine letzte Warnung: Ein Mann – eine Wahlstimme ist in diesem Land nicht drin – das niemals! (Totale Strategie)“

“They replied I could use my health as an excuse. To this I replied that I am not prepared to leave on a lie.”

„Sie antworteten, ich könne meine Gesundheit als Grund angeben. Darauf antwortete ich Ihnen, dass ich nicht bereit bin, mit einer Lüge abzutreten.“

## Ehrungen

### Ehrungen in öffentlicher Weise
- P.W. Botha Airport in George, heute George Airport
- 1976: Ehrendoktor in Militärwissenschaften, Universität Stellenbosch[35]
- 1981: Ehrendoktor in Philosophie, Universiteit van die Oranje-Vrystaat[35]
- mehrmalige Verleihung der Ehrenbürgerschaft in südafrikanischen Orten[35], so in Stilfontein (1971), George (1973), Margate (1978), Robertson (1979), Paul Roux (1979), Krugersdorp (1980), Germiston (1980), Kroonstad (1980), Nelspruit (1980), Swellendam (1981), Ermelo (1981), Benoni (1981), Uitenhage (1981), Bellville (1982), Caledon (1982), Ladysmith (Natal, 1982), Knysna (1982), Piet Retief (1983), Klerksdorp (1983), Barkly-East (1983)[35][36]

### Ordensverleihungen
Ordensverleihungen gab es von Regierungen: Paraguay, Portugal, Südafrika, Taiwan.
- März 1967, Portugal: Großkreuz (Grã-Cruz) des Ordem Militar de Cristo/Military Order of Christ,[36]
- Mai 1976, Südafrika: Decoration for Meritorious Service,[36]
- November 1979, Südafrika: Star of South Africa,[36]
- Oktober 1980, Taiwan: Order of Propitious Clouds mit Special Grand Cordon.[36]